# Komîșeve, Novoarhanhelsk
Komîșeve (în ucraineană Комишеве) este un sat în așezarea urbană Novoarhanhelsk din regiunea Kirovohrad, Ucraina.

## Demografie
Componența lingvistică a localității Komîșeve
     Ucraineană (100%)
Conform recensământului din 2001, toată populația localității Komîșeve era vorbitoare de ucraineană (100%).